# Jörg Liljeberg
Jörg Liljeberg (* 2. Mai 1940 in Berlin) ist ein deutscher Regisseur und Intendant.

## Leben
Der 1940 in Berlin gebürtige Jörg Liljeberg besuchte ab 1946 eine Schule in Fürstenwalde/Spree, wo er dann an der Oberschule 1958 auch sein Abitur ablegte. Anschließend absolvierte er von 1960 bis 1961 am Deutschen Theater in Berlin ein Volontariat in der Fachrichtung Regie, um dann bis 1966 an der Fakultät Theaterwissenschaft und Kunsthistorik der Humboldt-Universität zu Berlin zu studieren. Mit einem Engagement am Theater der Jungen Garde Halle, an dessen Entwicklung er ab der ersten Stunde mitwirkte, begann seine Laufbahn als Regisseur. Hier initiierte er die Gründung einer Akademie für Schauspieler, die mit dem Berliner Ensemble und  dem Institut für Theaterwissenschaft der Humboldt-Universität die Angehörigen des künstlerischen Personals in Pantomime und Sprecherziehung, marxistischen und theaterwissenschaftlichen Grundfragen unterrichtete. Es folgten Tätigkeiten als Oberspielleiter an den Theatern in Erfurt, Greifswald, Brandenburg und Dresden. Von 1983 bis 1989 war Jörg Liljeberg Intendant am  Deutsch-Sorbischen Volkstheater in Bautzen. 1981 und 1989 übernahm er Regieaufträge an den deutschsprachigen Theatern in den sowjetischen Städten Leningrad und Temirtau.
Ab 1. März 1990 wurde Jörg Liljeberg zum Generalintendanten der Städtischen Theater Karl-Marx-Stadt berufen. Bereits im Mai 1992 trat er von diesem Amt wieder zurück, als seine Zusammenarbeit mit der Staatssicherheit der DDR bekannt wurde. Diese Kontakte stritt er nie ab, betonte aber, dass er nie eine Verpflichtung unterschrieben oder Geld erhalten habe. Es folgten Regiearbeiten an verschiedenen Theatern der Bundesrepublik Deutschland, so auch am Meininger Theater. Als Dozent für Regie und Schauspiel an der Akademie für darstellende Kunst in Ulm fand er eine neue Aufgabe.

## Theater  (Regie)
- 1967: Lew Ustinow: Stadt ohne Liebe (Theater der Jungen Garde Halle)
- 1970: Siegfried Pfaff: Regina B. – ein Tag in ihrem Leben (Schauspielhaus Erfurt)
- 1974: Emmanuel Roblès: Montserrat (Brandenburger Theater)
- 1978: Peter Hacks: Amphitryon  (Landesbühnen Sachsen Radebeul)
- 1981: Johann Wolfgang von Goethe: Urfaust (Theater Leningrad – Sowjetunion)
- 1983: Curt Goetz: Hokuspokus (Staatsschauspiel Dresden)
- 1984: Peter Hacks: Amphitryon (Deutsch-Sorbisches Volkstheater Bautzen)
- 1985: Jurij Koch: Landvermesser (Deutsch-Sorbisches Volkstheater Bautzen)
- 1986: Nikos Kazantzakis: Alexis Sorbas (Deutsch-Sorbisches Volkstheater Bautzen)
- 1988: Jean Anouilh: Die Lerche (Deutsch-Sorbisches Volkstheater Bautzen)
- 1989: Ulrich Plenzdorf nach Tschingis Aitmatow: Zeit der Wölfe (Deutsch-Sorbisches Volkstheater Bautzen)
- 1989: Heinrich von Kleist: Der zerbrochne Krug (Republikanisches Deutsches Theater Temirtau – Sowjetunion)
- 1991: Peter Hacks: Amphitryon  (Schauspiel Chemnitz)
- 1997: William Shakespeare: Die Komödie der Irrungen (Das Meininger Theater – Südthüringisches Staatstheater)
- 1997: William Shakespeare: Die Komödie der Irrungen (Theater der Stadt Schweinfurt)
- 1997: Jerry Herman: La Cage aux Folles (Das Meininger Theater – Südthüringisches Staatstheater)
- 1998: Marie Laberge: Der Falke (Das Meininger Theater – Südthüringisches Staatstheater)
- 1998: Paul Pörtner: Scherenschnitt (Akademietheater Ulm)
- 2001: T. Nelly: Corpus christi (Akademietheater Ulm)
- 2007: Mayo Simon: Diese Männer (Akademietheater Ulm)
- 2009: Carlo Goldoni: Der Diener zweier Herren (Akademietheater Ulm)
- 2010: William Shakespeare: Was ihr wollt (Akademietheater Ulm)
- 2016: Marie Pascale Osterrieth/ Michèle Bernier: Männer und andere Irrtümer (Neues Theater Burgau)